# Money in the Bank (2022)
Money in the Bank (2022) – gala wrestlingu wyprodukowana przez federację WWE dla zawodników z brandów Raw i SmackDown. Odbyła się 2 lipca 2022 w MGM Grand Garden Arena w Paradise w stanie Nevada. Emisja była przeprowadzana na żywo za pośrednictwem serwisu strumieniowego Peacock w Stanach Zjednoczonych i WWE Network na całym świecie oraz w systemie pay-per-view. Była to trzynasta gala w chronologii cyklu Money in the Bank.
Na gali odbyło się siedem walk. W walce wieczoru, niezapowiedziany uczestnik Theory, który wcześniej tej samej nocy stracił United States Championship na rzecz Bobby’ego Lashleya, wygrał męski Money in the Bank ladder match. Liv Morgan w pierwszej walce wygrała żeński ladder match, a później wykorzystała wcześniej zdobyty kontrakt zdobywając SmackDown Women’s Championship pokonując Rondę Rousey, która z powodzeniem wcześniej obroniła tytuł w walce z Natalyą. W innej ważnej walce, The Usos (Jey Uso i Jimmy Uso) pokonali The Street Profits (Angelo Dawkinsa i Monteza Forda) broniąc Undisputed WWE Tag Team Championship.

## Produkcja i rywalizacje
Money in the Bank oferowało walki profesjonalnego wrestlingu z udziałem wrestlerów należących do brandów Raw i SmackDown. Wyreżyserowane rywalizacje (storyline’y) były kreowane podczas cotygodniowych gal Raw i SmackDown. Wrestlerzy są przedstawieni jako heele (negatywni, źli zawodnicy i najczęściej wrogowie publiki) i face’owie (pozytywni, dobrzy i najczęściej ulubieńcy publiki), którzy rywalizują pomiędzy sobą w seriach walk mających budować napięcie. Kulminacją rywalizacji jest walka wrestlerska lub ich seria.
Walką charakterystyczną dla cyklu WWE Money in the Bank jest Money in the Bank ladder match, w którym zawodnicy walczą o zawieszoną nad ringiem walizkę Money in the Bank. W walizce znajduje się kontrakt upoważniający jego posiadacza/posiadaczkę do walki z obecnym męskim mistrzem lub mistrzynią kobiet w dowolnym miejscu i czasie. Kontrakt może zostać wykorzystany do 12 miesięcy od dnia zdobycia walizki Money in the Bank. W tegorocznej edycji do Money in the Bank ladder matchu wyznaczono czterech zawodników oraz cztery zawodniczki z brandu Raw, a także czterech zawodników oraz trzy zawodniczki z brandu SmackDown.

### Męski Money in the Bank ladder match
Walki kwalifikacyjne do męskiego Money in the Bank ladder matchu rozpoczęły się 10 czerwca na odcinku SmackDown. W walce kwalifikacyjnej Drew McIntyre vs. Sheamus obaj zawodnicy uderzyli się wzajemnie stalowymi krzesłami i walka zakończyła się podwójną dyskwalifikacją i nikt nie zakwalifikował się do walki. 13 czerwca na odcinku Raw, Seth „Freakin” Rollins pokonał AJ Stylesa kwalifikując się do walki jako pierwszy uczestnik z brandu Raw. 17 czerwca na odcinku SmackDown, WWE official Adam Pearce postanowił dodać zarówno McIntyre’a jak i Sheamusa do Money in the Bank ladder matchu. 20 czerwca na odcinku Raw, drugim uczestnikiem z brandu Raw został Omos pokonując Riddle’a. 24 czerwca na odcinku SmackDown, Pearce ogłosił, że WWE Management uchylił jego decyzję, tym samym McIntyre oraz Sheaums nie byli już częścią Money in the Bank ladder matchu, ale otrzymali szansę żeby ponownie zakwalifikować się do walki, aby tak się stało, musieli razem w Tag Team matchu pokonać Undisputed WWE Tag Team Championów The Usos (Jey Uso i Jimmy Uso), po czym zrobili to. Na tym odcinku odbyła się także jedna walka kwalifikacyjna, w której Sami Zayn pokonał Shinsuke Nakamurę. 27 czerwca na odcinku Raw, odbył się Last Chance 20-osobowy Battle Royal, z którego zakwalifikował się Riddle eliminując jako ostatniego The Miza. 1 lipca na odcinku SmackDown, odbył się Fatal 4-Way match, z którego zakwalifikował się Madcap Moss pokonując Ezekiela, Happy’ego Corbina i The Miza.

### Walki o kobiece mistrzostwa
3 czerwca na odcinku SmackDown, odbył się Six-Pack Challenge o miano pretendenckie do tytułu SmackDown Women’s Championship, w którym Natalya pokonała Aliyah, Raquel Rodriguez, Shaynę Baszler, Shotzi i Xię Li. Podczas gdy 6 czerwca na odcinku Raw, odbył się Fatal 4-Way match o miano pretendenckie do tytułu Raw Women’s Championship, w którym Rhea Ripley pokonała Alexę Bliss, Doudrop i Liv Morgan. Niedługo potem ogłoszono walki pomiędzy Belair a Ripley o tytuł kobiet Raw oraz pomiędzy Rousey a Natalyą o tytuł kobiet SmackDown na Money in the Bank. Jednak, 20 czerwca na odcinku Raw, ujawniono, że Ripley nie została medycznie dopuszczona do walki z Belair na Money in the Bank, po czym odbył się Fatal 5-Way match o miano pretendenckie do tytułu Raw Women’s Championship na Money in the Bank, w którym Carmella pokonała Alexę Bliss, Asukę, Becky Lynch i Liv Morgan.

### Żeński Money in the Bank ladder match
Walki kwalifikacyjne do żeńskiego Money in the Bank ladder matchu również rozpoczęły się 10 czerwca na odcinku SmackDown. Lacey Evans zakwalifikowała się do walki pokonując Xię Li. 13 czerwca na odcinku Raw, dwie uczestniczki brandu Raw wyłoniła walka Tag Teamowa, w której zakwalifikowały się członkinie zwycięskiej drużyny. Alexa Bliss oraz Liv Morgan zakwalifikowały się, pokonując Doudrop i Nikki A.S.H.. 17 czerwca na odcinku SmackDown, drugą uczestniczką z brandu SmackDown została Raquel Rodriguez pokonując Shaynę Baszler. 20 czerwca na odcinku Raw, Asuka pokonała Becky Lynch i została trzecią uczestniczką Money in the Bank ladder matchu z brandu Raw. 24 czerwca na odcinku SmackDown, do walki zakwalifikowała się Shotzi pokonując Taminę. 27 czerwca na odcinku Raw, odbył się Last Chance Six-Pack Elimination Challenge, w którym do walki zakwalifikowała się Becky Lynch pokonując Doudrop, Nikki A.S.H., Shaynę Baszler, Xię Li i Taminę.

### Theory vs. Bobby Lashley
13 czerwca na odcinku Raw, United States Champion Theory i Bobby Lashley mieli posedown. Lashley pierwotnie wygrał, ale potem Theory oślepił go olejkiem dla niemowląt i stał prosto, gdy odcinek się zakończył. W następnym tygodniu, Theory miał własny posedown, ale przerwał to Lashley, który zaatakował go Spearem. Później tej nocy, Lashley pokonał Chada Gable’a, Otisa i Theory’ego w Gauntlet matchu, stając się pretendentem do United States Championship na Money in the Bank.

### The Usos vs. The Street Profits
6 czerwca na odcinku Raw, The Street Profits (Angelo Dawkins i Montez Ford) pokonali Undisputed WWE Tag Team Championów The Usos (Jey Uso i Jimmy Uso) przez wyliczanie w Championship Contender’s matchu, aby zdobyć walkę o tytuł w przyszłym terminie. 17 czerwca, walka została oficjalnie ogłoszona na Money in the Bank.

## Gala
| Rola:                          | Osoba:                     |
| ------------------------------ | -------------------------- |
| Komentatorzy angielskojęzyczni | Michael Cole (SmackDown)   |
| Komentatorzy angielskojęzyczni | Pat McAfee (SmackDown)     |
| Komentatorzy angielskojęzyczni | Jimmy Smith (Raw)          |
| Komentatorzy angielskojęzyczni | Corey Graves (Raw)         |
| Komentatorzy angielskojęzyczni | Byron Saxton (Raw)         |
| Komentator hiszpańskojęzyczny  | Marcelo Rodriguez          |
| Spikerzy                       | Mike Rome (Raw)            |
| Spikerzy                       | Samantha Irvin (SmackDown) |
| Sędziowie                      | Danilo Anfibio             |
| Sędziowie                      | Jason Ayers                |
| Sędziowie                      | Jessika Carr               |
| Sędziowie                      | Dan Engler                 |
| Sędziowie                      | Daphne Lashaunn            |
| Sędziowie                      | Eddie Orengo               |
| Sędziowie                      | Ryan Tran                  |
| Sędziowie                      | Rod Zapata                 |
| Ankieter                       | Sarah Schreiber            |
| Panel Pre-show                 | Kayla Braxton              |
| Panel Pre-show                 | Kevin Patrick              |
| Panel Pre-show                 | John „Bradshaw” Layfield   |
| Panel Pre-show                 | Peter Rosenberg            |
| Panel Pre-show                 | Booker T                   |

### Główne show
Pay-per-view rozpoczęło się Money in the Bank ladder matchem kobiet, w którym uczestniczyły Alexa Bliss, Asuka, Becky Lynch i Liv Morgan z Raw oraz Lacey Evans, Raquel Rodriguez i Shotzi ze SmackDown. Podczas walki, Rodriguez wykonała podwójny suplex na Lynch i Morgan na szczycie drabiny. Gdy Asuka wspięła się po drabinie, z drugiej strony drabiny również wspięła się Evans. Następnie Lynch przewróciła drabinę, jednak Asuka i Evans zeskoczyły z drabiny. Po tym Evans i Shotzi wspięły się po drabinie, gdzie Evans wykonała Woman’s Right na Shotzi. Rodriguez i Morgan udaremnili próby Evans. Morgan wykonała Powerbomb na Evans z drabiny. Lynch, która była na szczycie drabiny, zeszła i przestawiła drabinę, dając Shotzi wystarczająco dużo czasu na odzyskanie sił i ściągnięcie Lynch na dół. Poza ringiem, Rodriguez ustawiła drabinę wspartą na stole komentatorskim i ringu. Po bijatyce z Asuką w ringu, Lynch kopnęła Rodrigueza na drabinę, po czym Lynch wspięła się na drabinę i wykonała Leg drop na Asukę, która leżała na szczycie drabiny ustawionej wcześniej przez Rodriguez. Z powrotem do ringu, zarówno Lynch, jak i Morgan wspinały się po drabinach, gdzie Lynch przechyliła drabinę Morgan w kierunku lin ringowych, jednak Morgan położyła stopę na linie ringowej, aby zrównoważyć drabinę. W końcowych momentach, Morgan znokautowała Lynch i odpięła walizkę, aby wygrać walkę.
Następnie, Theory bronił mistrzostwo Stanów Zjednoczonych przeciwko Bobby’emu Lashleyowi. W końcówce, gdy Theory próbował wykonać ATL na Lashleyu, Lashley uciekł i zmusił Theory’ego do poddania się zakładając dźwignię Hurt Lock, aby zdobyć tytuł.
Po tym, Bianca Belair broniła mistrzostwo kobiet Raw przeciwko Carmelii. Gdy Carmella zaatakowała Belair, Belair unikneła Carmelli. Carmella wykonała Superkick na Belair, ale zakończyło się to nearfallem. W końcówce walki, Belair wykonała Kiss of Death na Carmelli, aby zachować tytuł. Po walce, gdy Belair świętowała swoje zwycięstwo na narożniku, Carmella wróciła i zaatakowała Belair.
W czwartej walce, The Usos (Jey Uso i Jimmy Uso) bronili niekwestionowane mistrzostwo WWE Tag Team przeciwko The Street Profits (Angelo Dawkins i Montez Ford). Gdy Usos spróbowali wykonać 1D na Fordzie, Ford skontrował w Hurricanranę i wysłał The Usos poza ring. Ford wykonał Frog Splash na Jeyu, jednak Jimmy przerwał próbę przypięcia. W końcówce, The Usos wykonał podwójny Superkick na Fordzie i 1D na Fordzie, aby zachować tytuł. Po walce, ponownie odtworzony materiał z przypięcia pokazał, że ramię Forda nie dotykało maty ringu, więc nie należało go liczyć.
W przedostatniej walce, Ronda Rousey broniła mistrzosto kobiet SmackDown przeciwko Natalyi. Gdy Rousey próbowała założyć dźwignię Armbar, Natalya skontrowała w próbę wykonania Sharshootera, po czym Rousey skontrowała w Ankle lock. W końcówce, Rousey zmusiła Natalyę do poddania się, aby zachować tytuł. Po walce, Liv Morgan pobiegła do ringu i wykorzystała swój kontrakt Money in the Bank. Rousey założyła na Morgan dźwignię Ankle lock, jednak Morgan skontrowała kopiąc w kolano Rousey i wykonała roll-up na Rousey, aby zdobyć tytuł. Było to pierwsze w karierze zdobyte mistrzostwo przez Morgan.

### Walka wieczoru
Walką wieczoru był Money in the Bank ladder match mężczyzn, w którym wzięli udział Omos, Riddle i Seth „Freakin” Rollins z Raw oraz Drew McIntyre, Madcap Moss, Sami Zayn i Sheamus ze SmackDown. Jeszcze przed oficjalnym rozpoczęciem pojedynku pojawił się WWE official Adam Pearce i zapowiedział, że w walce weźmie udział Theory z Raw, a więc w walce wzięło udział ośmiu uczestników (po czterech z każdego brandu). Podczas walki, Theory rzucił się z górnej liny na Omosa, który złapał THeory’ego i zchokeslammował go. Riddle i Sheamus uderzyli Omosa drabinami przy ringu i powalili go, po czym wszyscy uczestnicy ułożyli na Omosie liczne drabiny, aby on dalej leżał na ziemi. Riddle wykonał Hangman’s DDT na Sheamusie, którego nogi były na drabinie. Poza ringiem, wszyscy mężczyźni zjednoczyli się przeciwko Omosowi i zbombardowali go siłą i rozwalili nim stół komentatorski. Gdy McIntyre wspinał się po drabinie, Butch wybiegł i zaatakował McIntyre’a. Sheamus umieścił drabinę nad McIntyre’em i wspiął się na drugą stronę, ale McIntyre pchnął drabinę i przewrócił Sheamusa. Gdy Rollins wspiął się po drabinie, Riddle wykonał RKO na Rollinsie z drabiny. W końcowych momentach, Theory zepchnął Riddle’a i odczepił walizkę, aby wygrać walkę.

## Wyniki walk
| Nr                                 | Wyniki | Stypulacje                                                                                              | Czas  |
| ---------------------------------- | --- | --- | ----- |
| 1                                  | Liv Morgan pokonała Alexę Bliss, Asukę, Becky Lynch, Lacey Evans, Raquel Rodriguez i Shotzi                      | Money in the Bank ladder match o kontrakt na walkę o kobiece mistrzostwo                                | 16:35 |
| 2                                  | Bobby Lashley pokonał Theory’ego (c) poprzez submission                                                          | Singles match o WWE United States Championship                                                          | 11:05 |
| 3                                  | Bianca Belair (c) pokonała Carmellę poprzez pinfall                                                              | Singles match o WWE Raw Women’s Championship                                                            | 7:10  |
| 4                                  | The Usos (Jey Uso i Jimmy Uso) (c) pokonali The Street Profits (Angelo Dawkinsa i Monteza Forda) poprzez pinfall | Tag Team match o Undisputed WWE Tag Team Championship                                                   | 23:00 |
| 5                                  | Ronda Rousey (c) pokonała Natalyę poprzez submission                                                             | Singles match o WWE SmackDown Women’s Championship                                                      | 12:30 |
| 6                                  | Liv Morgan pokonała Rondę Rousey (c) poprzez pinfall                                                             | Singles match o WWE SmackDown Women’s Championship Morgan wykorzystała swój kontrakt Money in the Bank. | 0:35  |
| 7                                  | Theory pokonał Drew McIntyre’a, Madcap Mossa, Omosa, Riddle’a, Samiego Zayna, Seth „Freakin” Rollins i Sheamusa  | Money in the Bank ladder match o kontrakt na walkę o męskie mistrzostwo                                 | 25:25 |
| (c) – mistrz/mistrzyni przed walką | | |       |

## Wydarzenia po gali
Money in the Bank 2022 było ostatnim PPV, w którym właściciel WWE Vince McMahon pełnił funkcję prezesa zarządu WWE i dyrektora generalnego (CEO) WWE, ponieważ 22 lipca 2022 roku McMahon ogłosił przejście ne emeryturę. Jego córka Stephanie McMahon i prezes WWE Nick Khan przejęli stanowisko co-CEO, podczas gdy Stephanie przejęła również funkcję prezesa zarządu.

### Raw
Na następnym odcinku Raw, Mr. Money in the Bank Theory ogłosił, że otrzymał rewanż przeciwko Bobby’emu Lashleyowi o mistrzostwo Stanów Zjednoczonych na SummerSlam. Theory twierdził, że oprócz odzyskania mistrzostwa Stanów Zjednoczonych na tej gali, tej samej nocy wykorzysta również swój kontrakt Money in the Bank na Undisputed WWE Universal Championship. Po kilku nieudanych próbach wykorzystania kontraktu na Undisputed WWE Universal Championship, a także tease’owaniu wykorzystania kontraktu na NXT Championship, Theory w końcu wykorzytstał kontrakt 7 listopada na odcinku Raw, rzucając wyzwanie Sethowi „Freakin” Rollinsowi o mistrzostwo Stanów Zjednoczonych, ale nie udało mu się zdobyć tytułu z powodu ataku Lashleya. To uczyniło Theory’ego pierwszym wrestlerem, który wykorzystał kontrakt na mistrzostwie innym niż światowym.

### SmackDown
Po zdobyciu mistrzostwa kobiet SmackDown, Liv Morgan została oficjalnie przeniesiona do brandu SmackDown. W następnym odcinku SmackDown, Morgan przekazała wiadomość o jej zwycięstwie, ale przerwała jej Natalya, która próbowała przypisać sobie zasługi za zwycięstwo Morgan, ponieważ zraniła nogę Rousey. Rousey wyszła i pogratulowała Morgan, ale powiedziała, że chce rewanżu. Później ogłoszono, że Morgan będzie broniła tytułu w rewanżu z Rousey na SummerSlam.
Ze względu na kontrowersyjne zakończenie walki o Undisputed WWE Tag Team Championship, na SummerSlam ogłoszono rewanż pomiędzy The Usos (Jey Uso i Jimmy Uso) a The Street Profits (Angelo Dawkins i Montez Ford). 15 lipca na SmackDown, WWE official Adam Pearce ogłosił, że WWE Hall of Famer i pochodzący z Nashville Jeff Jarrett będzie sędzią specjalnym tej walki.